# Walter Bini
Walter Bini SDB (* 31. Mai 1930 in São Paulo, Brasilien; † 17. Juni 1987) war ein brasilianischer römisch-katholischer Ordensgeistlicher und Bischof von Lins.

## Leben
Walter Bini trat der Ordensgemeinschaft der Salesianer Don Boscos bei und empfing am 8. Dezember 1959 das Sakrament der Priesterweihe.
Am 14. Mai 1984 ernannte ihn Papst Johannes Paul II. zum Bischof von Lins. Die Bischofsweihe spendete ihm der Erzbischof von São Paulo, Paulo Evaristo Kardinal Arns OFM, am 24. Mai desselben Jahres. Mitkonsekratoren waren der Erzbischof von Botucatu, Vicente Ângelo José Marchetti Zioni, und sein Amtsvorgänger Luiz Colussi, Bischof von Caçador. Die Amtseinführung im Bistum Lins fand am 29. Juni 1984 statt.
Walter Bini starb nur drei Jahre später bei einem Autounfall.